# Golden League FIF 2014
La Golden League FIF 2014 è la 1ª edizione del campionato nazionale di football americano organizzato dalla AICS. Il torneo è iniziato il 12 ottobre 2014 ed è terminato il 22 novembre 2014 con la disputa del XXXV Superbowl FIF.

## Stagione regolare. Girone di andata

### 1ª giornata
| Viterbo 12 ottobre 2014, ore 14:30 | Pitbulls Viterbo | 0 – 74 (0-21 0-22 0-15 0-16) | Rams Milano | Stadio Parrocchiale Villanova |
| \| \| \| \| \| \| Marcatori \| Giannino Q1 (saf) Cicchetti sacked in end-zone Pollastri Q1 (TD) 85yd kickoff return Lorusso Q1 (TD) 5yd pass from Murino Busnach Q1 (TD) 3yd pass from Murino Maymon Q1 (pat) Di Marco Q2 (TD) 8yd pass from Murino Maymon Q2 (pat) S.Ceruti Q2 (TD) 5yd pass from Murino Maymon Q2 (pat) Nigro Q2 (TD) 10yd pass from Murino Maymon Q2 (tpc) pass from Murino S.Ceruti Q3 (TD) 100yd kickoff return Maymon Q3 (tpc) pass from Murino S.Ceruti Q3 (TD) 28yd pass from Murino Maymon Q3 (pat) Murino Q4 (TD) 5yd run Lopes Sanca Q4 (tpc) pass from Murino Tegon Q4 (TD) 80yd interception return Busnach Q4 (tpc) pass from Murino \| |                  | |             |                               |
| |                  | |             |                               |
| | Marcatori        | Giannino Q1 (saf) Cicchetti sacked in end-zone Pollastri Q1 (TD) 85yd kickoff return Lorusso Q1 (TD) 5yd pass from Murino Busnach Q1 (TD) 3yd pass from Murino Maymon Q1 (pat) Di Marco Q2 (TD) 8yd pass from Murino Maymon Q2 (pat) S.Ceruti Q2 (TD) 5yd pass from Murino Maymon Q2 (pat) Nigro Q2 (TD) 10yd pass from Murino Maymon Q2 (tpc) pass from Murino S.Ceruti Q3 (TD) 100yd kickoff return Maymon Q3 (tpc) pass from Murino S.Ceruti Q3 (TD) 28yd pass from Murino Maymon Q3 (pat) Murino Q4 (TD) 5yd run Lopes Sanca Q4 (tpc) pass from Murino Tegon Q4 (TD) 80yd interception return Busnach Q4 (tpc) pass from Murino |             |                               |

### 2ª giornata
| Granozzo con Monticello 18 ottobre 2014, ore 20:00 | Lancieri Novara | 47 – 0 | Pitbulls Viterbo | C.S. Novarello Via Dante Graziosi 1 |

### 3ª giornata
| Granozzo con Monticello 25 ottobre 2014, ore 20:00 | Lancieri Novara | 22 – 49 | Rams Milano | C.S. Novarello Via Dante Graziosi 1 |

## Stagione regolare. Girone di ritorno

### 4ª giornata
| Milano 2 novembre 2014, ore 14:30 | Rams Milano | 68 – 0 (28-0 25-0 3-0 12-0) | Pitbulls Viterbo | Centro Sportivo Saini |
| \| \| \| \| \| Zambelli Q1 (TD) 47yd interception return, S.Ceruti Q1 (pat) Murino Q1 (TD) 15yd rush, S.Ceruti Q1 (pat) Nason Q1 (TD) 35yd interception return, Nigro Q1 (tpc) rush S.Ceruti Q1 (TD) 19yd pass from Murino, tpc failed Pollastri Q2 (TD) 16yd rush, tpc failed Cecchini Q2 (TD) 11yd pass from Murino, kick failed Pollastri Q2 (TD) 2yd pass from Murino, kick failed Leemans Q2 (TD) 26yd interception return, S.Ceruti Q1 (pat) S.Ceruti Q3 (FG) Cecchini Q4 (TD) 28yd pass from Murino, tpc failed Lorusso Q4 (TD) 7yd pass from Murino, tpc failed \| Marcatori \| \| |             |                             |                  |                       |
| |             |                             |                  |                       |
| Zambelli Q1 (TD) 47yd interception return, S.Ceruti Q1 (pat) Murino Q1 (TD) 15yd rush, S.Ceruti Q1 (pat) Nason Q1 (TD) 35yd interception return, Nigro Q1 (tpc) rush S.Ceruti Q1 (TD) 19yd pass from Murino, tpc failed Pollastri Q2 (TD) 16yd rush, tpc failed Cecchini Q2 (TD) 11yd pass from Murino, kick failed Pollastri Q2 (TD) 2yd pass from Murino, kick failed Leemans Q2 (TD) 26yd interception return, S.Ceruti Q1 (pat) S.Ceruti Q3 (FG) Cecchini Q4 (TD) 28yd pass from Murino, tpc failed Lorusso Q4 (TD) 7yd pass from Murino, tpc failed                                   | Marcatori   |                             |                  |                       |

### 5ª giornata
| Viterbo 9 novembre 2014, ore 14:30 | Pitbulls Viterbo | 12 – 28 | Lancieri Novara | Stadio Parrocchiale Villanova |

### 6ª giornata
| Milano 16 novembre 2014, ore 14:30 | Rams Milano | 42 – 29 (12-8 14-21 16-0 0-0) | Lancieri Novara | Centro Sportivo Saini |
| \| \| \| \| \| A.Mahmoud Q1 (TD) 15yd rush, kick failed Pollastri Q1 (TD) 55yd rush, tpc failed Lorusso Q2 (TD) 5yd pass from Murino, A.Mahmoud Q2 (tpc) rush Busnach Q2 (TD) 28yd pass from Murino, tpc failed A.Mahmoud Q3 (TD) 2yd rush, Cecchini Q3 (tpc) pass from Murino Nigro Q3 (TD) 30yd rush, Busnach Q3 (tpc) pass from Murino \| Marcatori \| Galdini Q1 (TD) 44yd pass from Zanforlin, Zanforlin Q1 (tpc) rush S.Purghè Q2 (TD) 4yd pass from Zanforlin, G.Purghè Q2 (pat) Galdini Q2 (TD) 14yd pass from Zanforlin, G.Purghè Q2 (pat) Galdini Q2 (TD) 11yd pass from Zanforlin, G.Purghè Q2 (pat) \| |             | |                 |                       |
| |             | |                 |                       |
| A.Mahmoud Q1 (TD) 15yd rush, kick failed Pollastri Q1 (TD) 55yd rush, tpc failed Lorusso Q2 (TD) 5yd pass from Murino, A.Mahmoud Q2 (tpc) rush Busnach Q2 (TD) 28yd pass from Murino, tpc failed A.Mahmoud Q3 (TD) 2yd rush, Cecchini Q3 (tpc) pass from Murino Nigro Q3 (TD) 30yd rush, Busnach Q3 (tpc) pass from Murino | Marcatori   | Galdini Q1 (TD) 44yd pass from Zanforlin, Zanforlin Q1 (tpc) rush S.Purghè Q2 (TD) 4yd pass from Zanforlin, G.Purghè Q2 (pat) Galdini Q2 (TD) 14yd pass from Zanforlin, G.Purghè Q2 (pat) Galdini Q2 (TD) 11yd pass from Zanforlin, G.Purghè Q2 (pat) |                 |                       |

## Classifica
- PCT = percentuale di vittorie, G = partite giocate, V = partite vinte, P = partite perse, PF = punti fatti, PS = punti subiti
- La qualificazione al Superbowl è indicata in verde

| Pos. | Squadra          | PCT   | G | V | P | PF  | PS  |
| ---- | ---------------- | ----- | - | - | - | --- | --- |
| 1    | Rams Milano      | 1.000 | 4 | 4 | 0 | 233 | 51  |
| 2    | Lancieri Novara  | 0.500 | 4 | 2 | 2 | 126 | 103 |
| 3    | Pitbulls Viterbo | .000  | 4 | 0 | 4 | 12  | 217 |

## XXXV Superbowl
| Milano 22 novembre 2014, ore 20:00 | Rams Milano | 34 – 18 (8-6 6-0 12-12 8-0) | Lancieri Novara | Velodromo Vigorelli |
| \| \| \| \| \| Nigro Q1 (TD) 6yd rush, Lorusso Q1 (tpc) pass from Murino Nigro Q2 (TD) 4yd pass from Murino, tpc failed Pollastri Q3 (TD) 67yd pass from Murino, tpc failed Murino Q3 (TD) 63yd rush, tpc failed Murino Q4 (TD) 1yd rush, Lorusso Q4 (tpc) pass from Murino \| Marcatori \| Galdini Q1 (TD) 10d pass from Zanforlin, tpc failed Zanforlin Q3 (TD) 1yd rush, kick failed Galdini Q3 (TD) 37yd pass from Zanforlin, tpc failed \| |             | |                 |                     |
| |             | |                 |                     |
| Nigro Q1 (TD) 6yd rush, Lorusso Q1 (tpc) pass from Murino Nigro Q2 (TD) 4yd pass from Murino, tpc failed Pollastri Q3 (TD) 67yd pass from Murino, tpc failed Murino Q3 (TD) 63yd rush, tpc failed Murino Q4 (TD) 1yd rush, Lorusso Q4 (tpc) pass from Murino | Marcatori   | Galdini Q1 (TD) 10d pass from Zanforlin, tpc failed Zanforlin Q3 (TD) 1yd rush, kick failed Galdini Q3 (TD) 37yd pass from Zanforlin, tpc failed |                 |                     |

La partita finale, chiamata XXXV Superbowl Italiano si è disputata a Milano il 22 novembre 2014. È stata l'ultima finale organizzata dalla AICS/FIF.
- Rams Milano campioni d'Italia AICS/FIF 2014.